# Crash du vol Bruxelles-New-York
Le crash du vol Bruxelles-New-York désigne un accident aérien survenu le 18 septembre 1946 près de l'aéroport international de Gander, dans la province de Terre-Neuve-et-Labrador, au Canada, lorsqu'un Douglas DC-4 de la compagnie aérienne belge Sabena immatriculé OO-CBG, s'écrasa à l'atterrissage.
L'accident fit 27 morts et 17 blessés.

## Contexte
Le vol transatlantique s'effectuait entre l'aéroport de Melsbroek (nom donné à l'époque à l’actuel aéroport de Bruxelles) et l'aéroport de New-York-La Guardia, aux États-Unis. Il comportait deux escales pour refaire le plein de carburant : l'une à l'aéroport de Shannon, en Irlande, avant d’entamer la traversée de l'océan Atlantique, puis l'autre à l'aéroport international de Gander, au Canada une fois la traversée effectuée. C'est lors de l'approche vers Gander que l'accident se produisit.

## Bilan
L'appareil transportait 44 personnes. Sur les  37 passagers et 7 membres d'équipage, 17 personnes survécurent.